# 달걀장조림

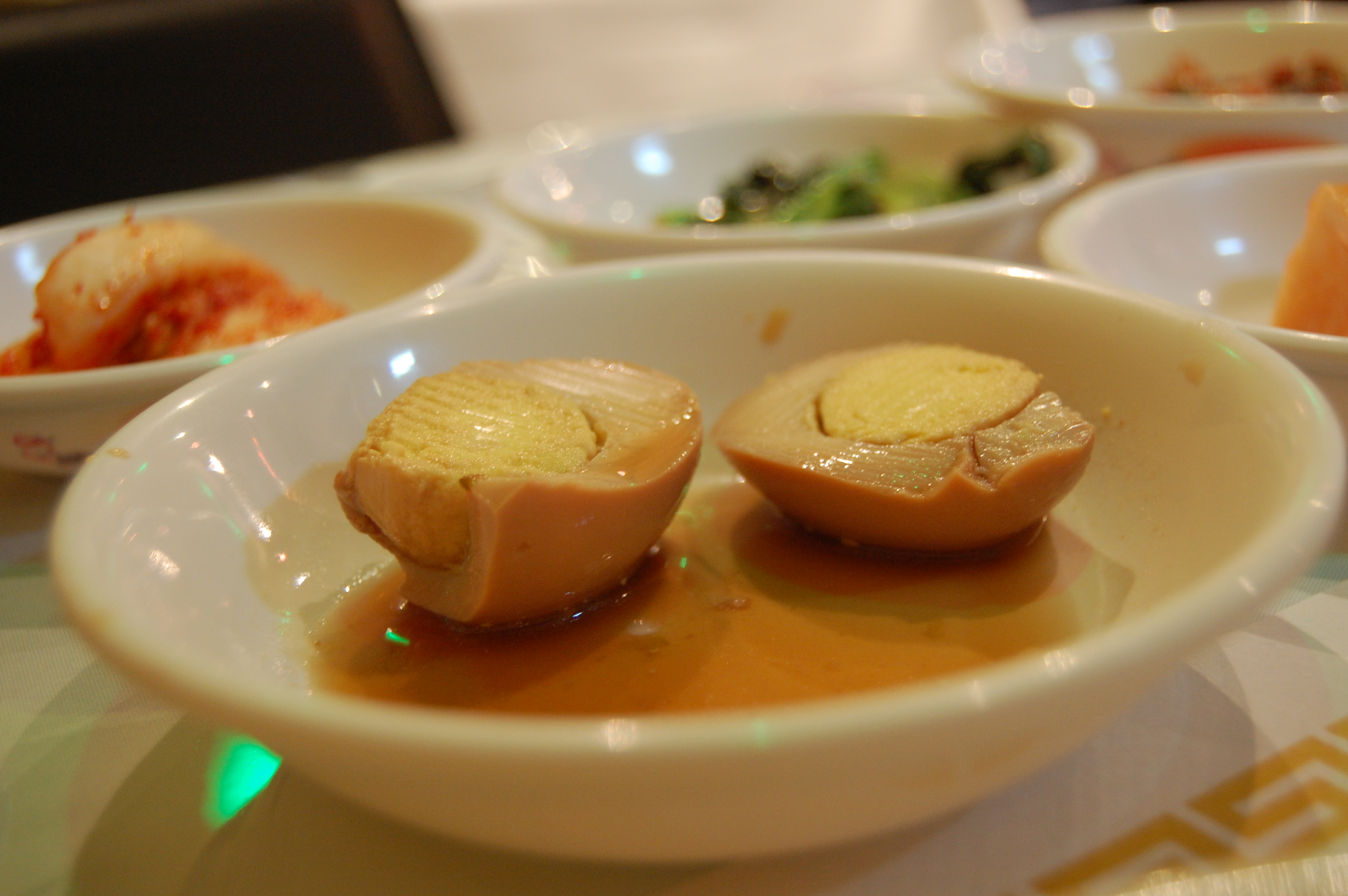
달걀 장조림

달걀 장조림은 한국 요리에서 삶은 달걀을 간장에 조린 음식이며, 반찬으로 먹는다.

## 같이 보기
- 달걀
- 장조림